# تسویوشی شینچو
تسویوشی شینچو (انگلیسی: Tsuyoshi Shinchu؛ زادهٔ ۲۸ نوامبر ۱۹۸۶) بازیکن فوتبال اهل ژاپن است.
از باشگاه‌هایی که در آن بازی کرده‌است می‌توان به باشگاه فوتبال ماتسوموتو یاماگا اشاره کرد.